# Prix du Gouverneur général : traduction de l'anglais vers le français
Voici une liste des lauréats du prix littéraire du Gouverneur général dans la catégorie traduction de l'anglais vers le français.

## Liste des lauréats
- 1987 - Ivan Steenhout et Christiane Teasdale, L'Homme qui se croyait aimé (Heather Robertson, Willie: A Romance)
- 1988 - Didier Holtzwarth, Nucléus (Robert Bothwell, Nucleus)
- 1989 - Jean Antonin Billard, Les Âges de l'amour (Dorothy Livesay, The Phases of Love)
- 1990 - Charlotte et Robert Melançon, Le Second rouleau (A.M. Klein, The Second Scroll)
- 1991 - Jean-Paul Sainte-Marie et Brigitte Chabert Hacikyan, Les Enfants d'Aataentsic: l'histoire du peuple huron  (Bruce Trigger, The Children of Aataentsic: A History of the Huron People to 1660)
- 1992 - Jean Papineau, La mémoire postmoderne (Mark A. Cheetham, Remembering Postmodernism: Trends in Recent Canadian Art)
- 1993 - Marie José Thériault, L'Œuvre du Gallois (Robert Walshe, Wales' Work)
- 1994 - Jude Des Chênes, Le mythe du sauvage (Olive Patricia Dickason, The Myth of the Savage)
- 1995 - Hervé Juste, Entre l'ordre et la liberté (Gérald Bernier et Daniel Salée, The Shaping Of Quebec Politics And Society)
- 1996 - Christiane Teasdale, Systèmes de survie - Dialogue sur les fondements moraux du commerce et de la politique (Jane Jacobs, Systems of Survival)
- 1997 - Marie José Thériault, Arracher les montagnes (Neil Bissoondath, Digging Up Mountains)
- 1998 - Charlotte Melançon, Les Sources du moi - La Formation de l'identité moderne (Charles Taylor, Sources of the Self: The Making of Modern Identity
- 1999 - Jacques Brault, Transfiguration (Edward D. Blodgett, Transfiguration)
- 2000 - Lori Saint-Martin et Paul Gagné, Un parfum de cèdre (Ann-Marie MacDonald, Fall on Your Knees)
- 2001 - Michel Saint-Germain, No Logo: La Tyrannie des marques  (Naomi Klein, No Logo)
- 2002 - Paule Pierre-Noyart, Histoire universelle de la chasteté et du célibat (Elizabeth Abbott, A History of Celibacy)
- 2003 - Agnès Guitard, Un amour de Salomé (Linda Leith, The Tragedy Queen)
- 2004 - Ivan Steenhout, Les Indes accidentelles (Robert Finley, The Accidental Indies)
- 2005 - Rachel Martinez, Glenn Gould: une vie (Kevin Bazzana, Wondrous Strange: The Life and Art of Glenn Gould)
- 2006 - Sophie Voillot, Un jardin de papier (Thomas Wharton, Salamander)
- 2007 - Lori Saint-Martin et Paul Gagné, Dernières notes (Tamas Dobozy, Last Notes and Other Stories)
- 2008 - Claire Chabalier et Louise Chabalier, Tracey en mille morceaux (Maureen Medved, The Tracey Fragments)
- 2009 - Paule Noyart, Le Miel d’Harar (Camilla Gibb, Sweetness in the Belly)
- 2010 - Sophie Voillot, Le Cafard (Rawi Hage, Cockroach)
- 2011 - Maryse Warda, Toxique ou l'incident dans l'autobus (Greg MacArthur, The Toxic Bus Incident)
- 2012 - Alain Roy, Glenn Gould (Mark Kingwell, Glenn Gould)
- 2013 - Sophie Voillot, L'Enfant du jeudi (Alison Pick, Far to Go)
- 2014 - Daniel Poliquin, L’Indien malcommode: un portrait inattendu des Autochtones d’Amérique du Nord (Thomas King, The Inconvenient Indian: a curious account of native people in North America)
- 2015 - Lori Saint-Martin et Paul Gagné, Solomon Gursky (Mordecai Richler, Solomon Gursky Was Here)
- 2016 - Catherine Ego, La Destruction des Indiens des Plaines : maladies, famines organisées, disparition du mode de vie autochtone (James Daschuk, Clearing the Plains: Disease, Politics of Starvation, and the Loss of Aboriginal Life)
- 2017 - Daniel Poliquin, Un barbare en Chine nouvelle (Alexandre Trudeau, Barbarian Lost, Travels in the New China)
- 2018 - Lori Saint-Martin et Paul Gagné, Le Monde selon Barney (Mordecai Richler, Barney's Version)
- 2019 - Catherine Leroux, Nous qui n'étions rien (Madeleine Thien, Do Not Say We Have Nothing)
- 2020 - Georgette LeBlanc, Océan (Sue Goyette, Ocean)
- 2021 - Marie Frankland, Poèmes 1938-1984 (Elizabeth Smart, The Collected Poems)[1]
- 2022 - Mélissa Verreault, Partie de chasse au petit gibier entre lâches au club de tir du coin (Megan Gail Coles, Small Game Hunting at the Local Coward Gun Club)[2]